# Уракадзе (1940)
«Уракадзе» (Urakaze, яп. 浦風) — ескадрений міноносець Імперського флоту Японії, який брав участь у Другій світовій війні.
Корабель, який став дванадцятим (за датою закладання) серед есмінців типу «Кагеро», спорудили у 1940 році на верфі Fujinagata у Осаці.
На момент вступу Японії до Другої світової війни «Уракадзе» належав до 17-ї дивізії ескадрених міноносців, яка в межах підготовки до нападу на Перл-Гарбор перейшла 18—22 листопада з Саєкі (острів Кюсю) до острова Еторофу (Ітуруп) в Курильському архіпелазі. Звідси кораблі дивізії вирушили у складі охорони ударного авіаносного з'єднання адмірала Нагумо, яке 7 грудня завдало удару по головній базі Тихоокеанського флоту США. На зворотному шляху 16 грудня 2 авіаносця та 2 важкі крейсери під охороною «Уракадзе» та ще одного есмінця відокремились та попрямували для підтримки операції проти острова Вейк, який лежить на крайньому північному сході Мікронезії. Перша спроба атаки на цей пункт, здійснена силами Четвертого флоту, неочікувано завершилась провалом та загибеллю двох есмінців. Тепер японці спрямували проти Вейка значно більше угруповання, яке атакувало 23 грудня 1941-го та примусило гарнізон до капітуляції. 29 грудня загін «Уракадзе» прибув до Куре.
8—14 січня 1942-го «Уракадзе» та ще 8 есмінців і легкий крейсер здійснили перехід разом зі з'єднанням із 4 авіаносців до атолу Трук в центральній частині Каролінських островів (ще до війни тут створили потужну базу японського ВМФ, з якої до лютого 1944-го провадили операції у цілому ряді архіпелагів). Метою походу була підтримка вторгнення до архіпелагу Бісмарка, в межах якої 17 січня з'єднання полишило Трук та попрямувало на південь, завдавши 20 січня авіаудар по Рабаулу на острові Нова Британія (після швидкого захоплення японським десантом тут створять головну передову базу, з якої наступні два роки провадитимуться операції на Соломонових островах та сході Нової Гвінеї). 27 січня «Уракадзе» повернувся на Трук.
1 лютого 1942-го «Уракадзе» вийшов у складі охорони трьох авіаносців (один напередодні відбув у Японію по нові літаки), які без успіху спробували наздогнати американську авіаносну групу, що того дня завдала удару по Маршаллових островах, а потім попрямували на Палау (важлива база на заході Каролінських островів).
15 лютого 1942-го «Уракадзе», ще 7 есмінців та легкий крейсер вийшли з Палау для супроводу ударного з'єднання (3 авіаносці, 2 важкі крейсери), що 19 лютого завдало удару по австралійському Порт-Дарвін. 21 лютого загін прибув до затоки Старінг-Бей (північно-східний півострів острова Целебес).
25 лютого 1942-го «Уракадзе» разом з 11 іншими есмінцями та легким крейсером вирушили зі Старінг-Бей у складі охорони з'єднання, яке включало 4 авіаносці, 4 лінкори та 5 важких крейсерів. Завданням цих сил була підтримка вторгнення на Яву та перехоплення ворожих кораблів, що спробують полишити острів. 4 березня «Уракадзе» разом з важким крейсером «Тікума» добили нідерландське судно Enggano (5412 GRT), яке за три доби до того атакував літак з важкого крейсера «Такао» та полишив екіпаж. 7 березня «Уракадзе» разом зі ще 3 есмінцями прикривали 2 лінкори, які провели бомбардування острова Різдва (за три сотні кілометрів на південь від Яви). 11 березня «Уракадзе» повернувся до Старінг-Бей.
27 березня 1942-го «Уракадзе», ще 10 есмінців та легкий крейсер попрямували зі Старінг-Бей для охорони ударного з'єднання, що вийшло у великий рейд до Індійського океану та включало 5 авіаносців, 4 лінкори та 2 важкі крейсери. 9 квітня японські авіаносці провели останній великий бій цієї операції і невдовзі з'єднання попрямувало до Японії для відновлювального ремонту ряду основних кораблів. 27 квітня «Уракадзе» досягнув Куре, де став на нетривалий доковий ремонт.
27 травня 1942-го «Уракадзе» та ще 10 есмінців та легкий крейсер вийшли в море в межах мідвейської операції, виконуючи завдання з ескортування ударного авіаносного з'єднання — «Кідо Бутай». 4 червня «Кідо Бутай» зазнало нищівної поразки у битві при Мідвеї, після чого інші кораблі повернулись до Куре.
15-23 червня 1942-го «Уракадзе» супроводив авіаносець «Дзуйкаку» з Куре до Омінато (важлива база ВМФ на північному завершенні Хонсю), де збиралось велике угруповання з метою підтримки подальших операцій на Алеутах — на початку червня японці захопили тут два острова і тепер очікували на можливу контратаку американців. 28 червня «Дзуйкаку» разом з іншими кораблями вийшов з Омінато та до 6 липня патрулював в районі на південний захід від Алеутів, проте ніякої контратаки так і не сталось.
7 серпня 1942-го союзники висадились на сході Соломонових островів, що започаткувало шестимісячну битву за Гуадалканал та змусило японське командування перекидати сюди підкріплення. Як наслідок, вже 8 серпня «Уракадзе» та інші есмінці його дивізії вийшли з Куре та попрямували до Океанії, при цьому «Уракадзе» та ще 2 есмінці 14 серпня прибули на атол Трук у центральній частині Каролінських островів (тут ще до війни створили потужну базу японського ВМФ, з якої до лютого 1944-го провадились операції у цілому ряді архіпелагів). 16 серпня «Уракадзе» та 5 інших есмінців вийшли з Труку для доставки підкріплень на Гуадалканал. 19 серпня японські піхотинці були висаджені на острові, а за дві доби майже усі загинули в бою біля річки Тенару. Що стосується «Уракадзе», то він 20 серпня прибув до Рабаула — головної передової бази в архіпелазі Бісмарка, з якої здійснювались операції на Соломонових островах та сході Нової Гвінеї.
24 серпня 1942-го «Уракадзе» та ще 2 есмінці і 2 легкі крейсери вийшли з Рабаула для прикриття десанту у затоку Мілн-Бей на південно-східному завершенні Нової Гвінеї. Висадка відбулась 26 серпня, після чого кораблі повернулись до Рабаула. Тим часом у Мілн-Бей японці неочікувано зустрілись на суходолі із сильним спротивом, і 28—29 серпня «Уракадзе» та ще щонайменше один есмінець виходили для прикриття загону із 2 легких крейсерів та 3 есмінців, що доставляли підкріплення.
31 серпня 1942-го «Уракадзе» перейшов до якірної стоянки Шортленд (прикрита групою невеликих островів Шортленд акваторія біля південного завершення острова Бугенвіль, де зазвичай відстоювались бойові кораблі та перевалювались вантажі для подальшої відправки далі на схід Соломонових островів). 1—2 вересня «Уракадзе» та ще 3 есмінці й мінний загороджувач під прикриттям трьох інших есмінців здійснили транспортний рейс до Гуадалканалу (доставка підкріплень та припасів до району активних бойових дій на швидкохідних есмінцях стала для японців поширеною практикою в кампанії на Соломонових островах). 4—6 вересня «Уракадзе» разом з двома іншими есмінцями ескортував конвой з Шортленда до Рабаула.
13—14 вересня 1942-го Уракадзе разом зі ще щонайменше одним есмінцем здійснив транспортний рейс до Гізо (остров у центральній частині Соломонових островів, за три сотні кілометрів на північний схід від Гуадалканалу), звідки повернувся до Рабаула 17 вересня, а 21 числа знову прослідував на Шортленд. 24 вересня есмінець рушив з транспортною місією на Гуадалканал, проте її довелось перервати через атаку авіації. Уракадзе отримав певні пошкодження від близького розриву, загинуло 6 членів екіпажу. 26 вересня есмінець полишив Шортленд та попрямував на Трук для ремонтую
11 жовтня 1942-го з Труку вийшло кілька з'єднань японського флота, які розпочали патрулювання північніше від Соломонових островів в межах підтримки операцій на Гуадалканалі (обстріл аеродорому Гендерсон-Філд, проведення 1-го штурмового конвою до Тассафаронга). «Уракадзе» та ще 6 есмінців і легкий крейсер охороняли при цьому загін адмірала Абе, який мав 2 лінкора та 3 важкі крейсера. В останній декаді жовтня відбулась битва біля островів Санта-Круз, під час якої все вирішила дуель авіаносців, а надводні сили так і не вступили у бій. Після цього Уракадзе разом зі ще одним есмінцем розпочав ескортування пошкодженого авіацією важкого крейсера «Тікума», який прибув на Трук 29 жовтня (основна частина загону Абе повернулась сюди 30 жовтня).
2—7 листопада 1942-го «Уракадзе» та ше 2 есмінці супроводили легкий авіаносець «Дзуйхо» та важкий крейсер «Кумано» з Труку до Японії, після чого «Уракадзе» пройшов короткочасний ремонт. 26 листопада — 1 грудня есмінець ескортував новий легкий крейсер «Агано» з Куре на Трук, після чого 3 грудня прибув до Рабаула, а потім на Шортленд. 7 та 11 грудня есмінець виходив у транспортні рейси до Гуадалканала, причому перший довелось перервати через атаку торпедних катерів.
13—14 грудня 1942-го «Уракадзе» повернувся в Рабаул, а з 16 по 18 грудня ескортував мінний загороджувач «Цугару», який здійснив круговий рейс до Мунда на острові Нью-Джорджія в центральній частині Соломонових островів  (через несприятливий розвиток подій на Гуадалканалі японці з листопада узялись за облаштування тут нової бази). 21 грудня Уракадзе сам здійснив транспортний рейс до Мунда (можливо відзначити, що в період з 16 по 25 грудня сюди з Рабаулу здійснили рейси загалом 10 есмінців та мінний загороджувач).
25 грудня 1942-го «Уракадзе» та ще 3 есмінці вийшли з Рабаула для допомоги есмінцю «Удзукі» та транспорту «Нанкай-Мару», які прямували до Мунди, проте зіткнулись та зазнали суттєвих пошкоджень. «Уракадзе» узяв «Удзукі» на буксир та 26 грудня привів його у Рабаул, при цьому есмінець «Аріаке» буксирував «Нанкай-Мару», а ще 2 кораблі забезпечували охорону переходу (за іншими даними, Аріаке буксирував «Удзукі», а після отриманих при нальоті авіації пошкоджень передав цю місію «Уракадзе»).
Того ж 26 числа «Уракадзе» разом зі ще 5 есмінцями вийшов з Рабаула для доставки загону на схід архіпелагу Нью-Джорджія. Здійснивши 27 грудня висадку на якірній стоянці Вікхем (острів Вагуну), загін 28 грудня прибув до Рабаула.
З 5 до 10 січня 1943-го «Уракадзе» разом зі ще чотирма есмінцями задіяли для проведення конвою постачання з Рабаулу на Нову Гвінею до Лае (у глибині затоки Хуон), при цьому під час операції були втрачені 2 із 5 транспортів.
13 січня 1943-го Уракадзе повернувся на Шортленд та 15 січня здійснив транспортний рейс до Гуадалканалу. При цьому унаслідок атаки літаків есмінець отримав певні пошкодження та з 16 по 26 січня перебував у Рабаулі для ремонта, після чого повернувся на Шортленд.
На цей момент японське командування вже ухвалило рішення про евакуацію військ з Гудалканалу і в межах підготовки до неї вирішило зайняти невеличкі острови Рассел, що лежать за п'ять десятків кілометрів на північний захід від основного острову. 28 січня Уракадзе разом з двома іншими есмінцями під прикриттям ще трьох кораблів цього класу доставив військовослужбовців на острови Рассел, а 1 та 4 лютого здійснив рейси для вивозу гарнізону Гуадалканалу (всього у цій операції залучили 20 есмінців). 7 лютого Уракадзе прикривав евакуацію загону з островів Рассел, після чого 8 лютого прямував до Рабаула, а 11—14 лютого перейшов на Трук (евакуація Гуадалканалу завершилась 9 лютого).
15—17 лютого 1943-го «Уракадзе» разом зі ще одним есмінцем «Амацукадзе» перейшли до Веваку (важлива японська база на центральній частині північного узбережжя Нової Гвінеї), куди доправили обслуговуючий авіаперсонал, узятий з команди авіаносця Дзуйхо. 17—23 лютого вони здійснили зворотній перехід, при цьому поперемінно здійснювали буксирування есмінця «Харусаме», яки був пошкоджений у Веваку ще в січні.
24—29 березня 1943-го «Уракадзе» супроводив важкі крейсера «Кумано» та «Судзуя» з Труку до Куре, а вже 1—6 квітня ескортував звідти конвой на Трук. 22—24 квітня есмінець перейшов на Палау, після чого тривалий час його завдання були пов'язані із Новою Гвінеєю. У цей період він разом з «Амацукадзе» супроводив з Палау до японських баз на північному узбережжі острова та назад конвої «Вевак № 3» (26 квітня — 5 травня), «Вевак № 4» (8-17 травня), «Ганза № 3» (23 травня-2 червня), «Вевак № 5» (5-15 червня), «Ганза № 4» (21 червня — 2 липня), «Вевак № 6» (5-17 липня). В останньому випадку під час зворотнього переходу Уракадзе під охороною «Амацукадзе» вів на буксирі судно «Тохо-Мару», що втратило хід через аварію машини.
19—24 липня 1943-го «Уракадзе» та «Амацукадзе» пройшли в охороні конвою з Палау на Трук, а 25 липня — 1 серпня ескортували звідти конвой до Куре. По прибутті в Японію «Уракадзе» пройшов доковий ремонт.
7—11 вересня 1943-го Уракадзе разом зі ще 2 есмінцями супроводив на Трук ескортні авіаносці «Тайо» і «Чуйо» (можливо відзначити, що японці широко практикували доставку літаків з Японії на віддалені бази за допомогою ескортних та навіть легких авіаносців).
У середині вересня 1943-го американське авіаносне з'єднання здійснило рейд проти зайнятих японцями островів Гілберта (лежать південніше від Маршаллових островів). У відповідь 18 вересня з Труку на схід вийшли значні сили (2 авіаносці, 2 лінкори, 7 важких крейсерів та інші кораблі), які попрямували до атолу Еніветок (крайній північний захід Маршалових островів). Уракадзе супроводжував це угруповання, яке у підсумку так і не вступило у контакт з союзними силами та 25 вересня повернулось на базу.
На початку жовтня 1943-го американське авіаносне з'єднання завдало удару по острову Уейк (північніше від Маршаллових островів) без жодної суттєвої реакції зі сторони ворожого флоту. Зате через пару тижнів японці на основі радіоперехоплення вирішили, що готується нова атака на Уейк, і 17 жовтня вислали з Труку до Еніветоку (крайній північний захід Маршаллових островів) головні сили, у складі охорони яких був і Уракадзе. Кілька діб з'єднання безрезультатно очікувало ворога, після чого 26 жовтня повернулось на Трук.
1 листопада 1943-го Уракадзе приєднався до охорони конвою «Тей № 4 Го» (частина операції «Тей Го», метою якої була доставка з Азії значних військових контингентів для підсилення ряду гарнізонів Океанії). Загін попрямував на південь да архіпелагу Бісмарка, при цьому 3 листопада за сотню кілометрів на північ від Кавієнга (друга за значенням японська база в архіпелазі Бісмарка на північному завершенні острова Нова Ірландія) став ціллю для ворожої авіації. Транспорт «Кійосумі-Мару», який перевозив біля тисячі військовослужбовців втратив хід, тому більша частина ескорту — два легкі крейсери та есмінець — розпочали операцію по проведенню його на буксирі до Кавієнгу. Уракадзе продовжив ескортувати транспорт «Гококу-Мару» до Рабаула, куди вони прибули 4 листопада.
Тим часом 1 листопада 1943-го союзники висадились на західному узбережжі острова Бугенвіль. 6 листопада 1943-го «Уракадзе» разом зі ще 6 есмінцями та 2 легкими крейсерами прикривали транспортну групу із 4 есмінців, яка провела контр-висадку в районі миса Торокіна (хоча на острові знаходився великий японський гарнізон, проте в умовах джунглів оперативно перекинути ці сили до плацдарму союзників було нелегко). Втім, вже за добу цей незначний загін (біля п'яти сотень осіб) був атакований силами союзників та з важкими втратами відкинутий у джунглі.
12 листопада 1943-го Уракадзе разом з двома іншими есмінцями почав ескортувати на Трук легкий крейсер «Агано», який був пошкоджений під час рейду ворожого авіаносного з'єднання на Рабаул. Невдовзі після виходу підводний човен торпедував крейсер, проте останній не затонув. На допомогу підійшли ще 2 легкі крейсери, один з яких узяв «Агано» на буксир, а інший приєднався до есмінців охорони. 15 листопада пошкоджений корабель вдалось привести на Трук.
30 листопада 1943-го «Уракадзе» разом зі ще 3 есмінцями вийшли у море щоб супроводити 1 легкий та 2 ескортні авіаносці і важкий крейсер з Труку до Йокосуки. На переході ескортний авіаносець «Чуйо» був торпедований підводним човном та у підсумку затонув, а Уракадзе врятував 130 моряків.
По прибутті до Японії «Уракадзе» пройшов ремонт у Куре, під час якого одну з гармат головного калібру демонтували та встановили замість неї дві строєні установки 25-мм зенітних автоматів. 25 грудня 1943 — 4 січня 1944 Уракадзе супроводив конвой з порту Саєкі (північно-східне завершення Кюсю) на Трук, а в період з 7 по 18 січня під час виконання ескортної місії відвідав атол Кваджелейн (Маршаллові острова) та острів Понапе (східна частина Каролінського архіпелагу).
Станом на початок лютого 1944-го японське командування вже розуміло, що подальше перебування великих сил флоту на Труці наражає їх на невиправдану небезпеку і розпочало вивід. 1—4 лютого «Уракадзе» разом зі ще 4 есмінцями прослідував у охороні 2 лінкорів та 3 важких крейсерів на Палау. 8 лютого Уракадзе повернувся на Трук і 10—13 лютого разом з 3 іншими есмінцям супроводив на Палау новий загін, який включав 4 важкі крейсери (а вже 17 лютого база на Труці була розгромлена під час рейду американського авіаносного з'єднання).
16-21 лютого 1944-го «Уракадзе» прослідував в район Сінгапуру до якірної стоянки Лінгга, куди японське командування вирішило перемістити з Японії головні сили флоту (через дії підводних човнів на комунікаціях підвоз пального до метрополії був дуже ускладнений, тому вирішили базувати кораблі поближче до районів нафтовидобутку).
З 11 березня по 19 травня 1944-го «Уракадзе» разом зі ще одним есмінцем займався ескортуванням конвоїв та пройшов по маршруту Лінгга — Палау — Давао — Таракан і Балікпапан (центри нафтової промисловості на східному узбережжі острова Борнео) — Сайпан (Маріанські острова) — Балікпапан — Давао — Таві-Таві. До останнього з названих пунктів, який знаходиться на однойменному острові у філіппінському архіпелазі Сулу поблизу центрів нафтової промисловості Борнео, за кілька діб до прибуття Уракадзе перейшли із Лінгга головні сили флоту, які готувались до відбиття неминучої атаки на основний оборонний периметр Імперії (Маріанські острови — Палау — західне завершення Нової Гвінеї).
7 та 9 червня 1944-го «Уракадзе» взяв участь у порятунку вцілілих членів екіпажів есмінців «Хаянамі» і «Танікадзе», потоплених в районі Таві-Таві ворожими підводними човнами.
12 червня 1944-го американці розпочали операцію по оволодінню Маріанськими островами і невдовзі головні сили японського флоту вийшли для контратаки, а 19-20 червня зазнали важкої поразки в битві у Філіппінському морі. Під час цих подій Уракадзе разом з 6 іншими есмінцями та легким крейсером забезпечував охорону загону «А», при цьому ескорт не зміг захистити головні кораблі від підводних човнів, які 19 червня потопили 2 із 3 авіаносців. «Уракадзе» допомагав торпедованому авіаносцю «Сьокаку», а потім взяв участь у порятунку моряків з нього. За кілька діб головні сили японського флоту прибули до Японії.
З 14 по 29 липня 1944-го «Уракадзе» ескортував важкий крейсер «Мая», який у Куре прийняв на борт війська та доставив їх на острів Міякодзіма (південна група островів Рюкю), а потім прибув до Сінгапура. Сюди ж поступово знову перевели головні сили, зокрема, 12—19 вересня «Уракадзе» прослідував до Куре, а 22 вересня — 4 жовтня разом зі ще 3 есмінцями супроводив звідси до Лінгга лінкори «Фусо» та «Ямасіро».
18 жовтня 1944-го головні сили японського флоту полишили Лінгга для підготовки до протидії неминучій ворожій атаці на Філіппіни. Вони прослідували через Бруней, після чого розділились на два з'єднання. «Уракадзе» увійшов до ескорту головних сил адмірала Куріти, які 24 жовтня під потужними ударами американської авіації пройшли через море Сібуян (внутрішня частина Філіппінського архіпелагу на південь від острова Лусон). Потім вони вийшли до Тихого океану і 25 жовтня 1944-го провели бій біля острова Самар з групою ескортних авіаносців, під час якого «Уракадзе» взяв участь у потопленні есмінця «Джонстон». В усіх цих подіях есмінець отримав лише незначні пошкодження від близьких розривів та обстрілу з повітря. 26 жовтня 1944-го під час відступу через внутрішні моря Філіппін японські кораблі знову потрапили під атаки авіації, проте і тепер «Уракадзе» не був уражений. 29 жовтня есмінець прибув до Брунею.
9—12 листопада 1944-го «Уракадзе» виходив з Брунею до моря Сулу для підтримки операції із доставки підкріплень на острів Лейте (де й висадився перший десант союзників на Філіппінах).
16 листопада 1944-го «Уракадзе» разом зі ще 3 есмінцями та легким крейсером розпочав ескортування 3 лінкорів, які японське командування вирішило перевести з Брунею до метрополії. Біля островів Спратлі до охорони приєднались 2 ескортні есмінці, проте вони супроводжували загін лише до Мако (база ВМФ на Пескадорських островах у південній частині Тайванської протоки). Вже після виходу до Східнокитайського моря кораблі атакував американський підводний човен «Сілайон», який потопив «Уракадзе» (та лінкор «Конго»). «Уракадзе» вибухнув та затонув разом з усім екіпажем.